# Battaglia di Beaver Dam Creek
La battaglia di Beaver Dam Creek, anche nota come battaglia di Mechanicsville o Ellerson's Mill, ebbe luogo il 26 giugno 1862, nella Contea di Hanover, Virginia come primo scontro importante delle Battaglie dei Sette Giorni (Campagna Peninsulare) della guerra di secessione. Il generale dei Confederati Robert E. Lee iniziò la sua offensiva contro il fianco destro dell'armata del generale George B. McClellan a nord del fiume Chickahominy. Il generale A.P. Hill impegnò la sua divisione, con la collaborazione della brigata del generale D.H. Hill, in una serie di futili assalti contro il generale Fitz John Porter del V Corpo, nella zona posteriore della Beaver Dam Creek procurando gravi problemi. Le divisioni del generale Thomas J. "Stonewall" Jackson nella Valle di Shenandoah, si stavano avvicinando da nordovest, costringendo Porter ad arretrare, la mattina successiva, in una posizione dietro a Boatswain Creek, prossima a Gaines' Mill.

## Antefatto e piano di Lee

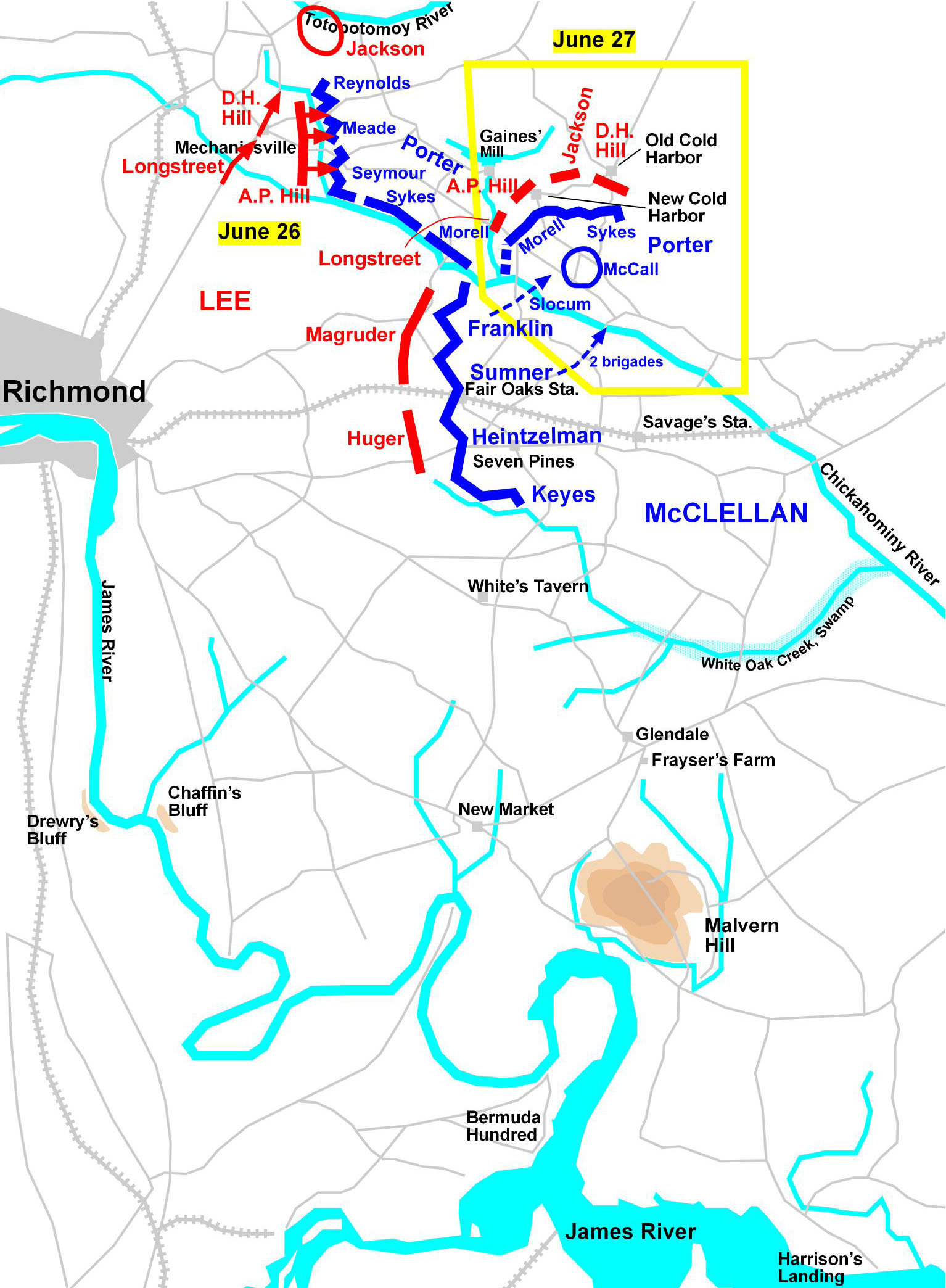
Battaglia di Seven Days, 26–27 giugno 1862

Dopo la battaglia di Seven Pines, che si concluse il 1º giugno 1862, l'Armata del Potomac dell'Unione, comandata dal generale George B. McClellan, rimase passiva nei dintorni di Richmond capitale dei Confederati. Il nuovo comandante dei Confederati generale Robert E. Lee, dedicò la maggior parte del mese a riorganizzare il suo esercito preparando un'offensiva tendente a respingere l'esercito invasore degli Unionisti lontano dalla capitale. Nello stesso tempo aveva chiesto dei rinforzi; Stonewall Jackson arrivò il 25 giugno con quattro divisioni (la sua, ora comandata dal generale Charles S. Winder, e quelle dei generali Richard S. Ewell, William H. C. Whiting e D.H. Hill) provenienti dalla Shenandoah Valley dopo il successo nella Valley Campaign.
L'esercito dell'Unione si divise sulle due sponde del fiume Chickahominy gonfio di pioggia. La massa dell'esercito, quattro corpi d'armata venne sistemata lungo una linea semicircolare a sud del fiume. Il resto, sotto il comando del generale Fitz John Porter, a nord del fiume vicino Mechanicsville in una linea a elle, in direzione nord-sud dietro al torrente Beaver Dam Creek e in direzione sud-est lungo il fiume Chickahominy. Il piano prevedeva l'attraversamento del Chickahominy con la massa dell'esercito per attaccare il fianco nord dell'Unione, lasciando solamente due divisioni (al comando dei generali Benjamin Huger e John B. Magruder) a tenere una linea di trinceramenti contro la forza superiore di McClellan. Questi aveva concentrato circa 65 500 uomini da opporre a 30 000, lasciando solamente 25 000 uomini a proteggere Richmond e contenere gli altri 60 000 uomini dell'Unione. Era un piano rischioso che prevedeva un'accurata esecuzione, ma Lee sapeva che non avrebbe potuto vincere una battaglia di attrito o un assedio contro l'esercito dell'Unione. La cavalleria Confederata sotto J.E.B. Stuart aveva perlustrato il fianco destro di Porter e lo aveva trovato vulnerabile. McClellan era consapevole dell'arrivo di Jackson e della presenza ad Ashland Station, ma non fece niente per rinforzare la vulnerabile posizione di Porter a nord del fiume.
Il piano di Lee prevedeva che Jackson cominciasse l'attacco sul fianco nord di Porter il 26 giugno nelle prime ore della mattina. Il generale A.P. Hill, con la sua divisione, era in avanzata da Meadow Bridge quando udì i cannoni di Jackson; tolse i picchetti da Mechanicsville e si trasferì a Beaver Dam Creek. I generali D.H. Hill e James Longstreet passarono attraverso Mechanicsville, per sostenere Jackson e Longstreet. Lee non pensò che i trinceramenti dell'Unione dietro al torrente dovessero essere attaccati, poiché si aspetta che il movimento di Jackson avrebbe costretto Porter ad abbandonare la sua linea. A sud del fiume, Magruder e Huger cercavano di ingannare i quattro corpi d'armata dell'Unione.

## Battaglia
Il complesso piano di Lee andò a monte immediatamente. Gli uomini di Jackson, affaticati dalla loro recente campagna e dalla lunga marcia, giunsero con almeno quattro ore di ritardo. Alle 15 A.P. Hill, stanco di attendere, iniziò l'attacco senza attendere ordini superiori, un assalto frontale con 11 000 uomini. La divisione dell'Unione del generale George A. McCall fu costretta ad indietreggiare. Porter rinforzò McCall con le brigate dei generali John H. Martindale e Charles Griffin ed estese e rafforzò il suo fianco destro. Lui precipitò di nuovo e concentrato lungo Torrente della Diga del Castoro ed il Mulino di Ellerson. Lì, 14 000 uomini ben equipaggiati, assistiti da 32 cannoni in sei batterie, respinsero i ripetuti attacchi dei Confederati con notevoli perdite.
sostanziali.
Jackson arrivò nel tardo pomeriggio, ma, non riuscendo a trovare A.P. Hill o D.H. Hill, non poté fare nulla.
Anche se era in corso una pesante battaglia a portata d'orecchio, egli ordinò alle sue truppe di accamparsi per la notte. Anche se Jackson non attaccò, la sua posizione vicino al fianco di Porter spinse McClellan ad ordinare a Porter di ritirarsi al di là della palude, 8 chilometri ad est. McClellan pensò che la formazione Confederata sul suo fianco destro avrebbe minacciato la sua linea di approvvigionamento, la Richmond and York River Railroad a nord del Chickahominy, e decise di spostare la sua base di approvvigionamento sul James. Egli, inoltre credette, dalle digressioni di Huger e Magruder a sud del fiume, che i nemici fossero molto più numerosi dei suoi effettivi. Questa era una decisione strategica di grave importanza perché voleva dire che, nell'impossibilità di rifornire il suo esercito a mezzo della ferrovia, avrebbe dovuto abbandonare l'assedio di Richmond.
A.P. Hill, ora con Longstreet e D.H. Hill dietro di lui, continuò l'attacco, nonostante ordini provenienti da Lee di tenere la posizione. Egli venne colpito posteriormente con pesanti perdite.

## Conseguenze
La battaglia fu una vittoria tattica dell'Unione, nella quale i Confederati subirono pesanti perdite e non ottennero alcuno dei loro obbiettivi a causa della cattiva esecuzione dei piani di Lee. Invece dei 60 000 uomini che avrebbero dovuto attaccare il fianco dello schieramento nemico, soltanto cinque brigate, circa 15 000 uomini, parteciparono all'azione. Le loro perdite furono di 1 484 uomini contro i 361 di Porter. I comandanti di Lee dissero che egli era "profondamente ed amaramente deluso" del mancato apporto di Jackson, ma l'interruzione delle comunicazioni, gli scarni ordini scritti di Lee, ed il cattivo comportamento dei suoi subalterni erano da biasimare.
Nonostante il successo dell'Unione a breve termine, comunque questa fu l'inizio di una sconfitta strategica e del disgregamento della Campagna Peininsulare. McClellan cominciò a ritirare il suo esercito a sud-est e non riprese mai più l'iniziativa. Il giorno seguente, le battaglie dei Sette Giorni ripresero con l'attacco di Lee a Porter nella battaglia di Gaines' Mill.